# Marianne Brandt
Pour les articles homonymes, voir Marianne Brandt (contralto) et Brandt.
Marianne Brandt, née Marianne Liebe le 1er octobre 1893 à Chemnitz et morte le 18 juin 1983 à Kirchberg, est une peintre, photographe et designer allemande qui fit partie du Bauhaus. Elle est surtout connue pour ses créations à l'atelier de métal du Bauhaus.

## Biographie
Marianne Liebe est née en 1893 à Chemnitz en Allemagne et étudie la peinture. Elle commence sa carrière comme peintre expressionniste. En 1919, elle épouse Éric Brandt, un artiste expressionniste norvégien.

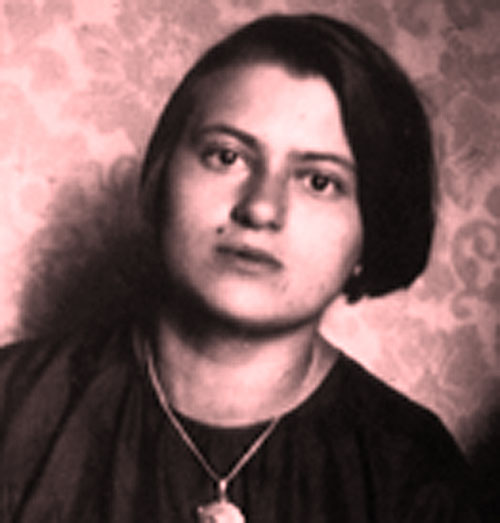
Marianne Brandt.

Durant l'été 1923 et la grande exposition du Bauhaus, elle découvre toutes les possibilités de la création artistique et remet en question tout ce qu'elle appris durant les 12 années précédentes. En 1923, elle détruit sa peinture avant de rejoindre le Bauhaus de Weimar.
Elle y est l'élève du peintre et théoricien du modernisme László Moholy-Nagy qui dirige l'atelier du métal. László Moholy-Nagy, peintre et théoricien du modernisme, sera son professeur le plus influent, une source d'inspiration et son soutien. Il considère Marianne Brandt comme « la meilleure et la plus géniale » de ses élèves et l'encourage à intégrer l'atelier avant même la fin des cours préliminaires. Après l'obtention de son diplôme, elle accède rapidement au poste d'assistante d'atelier et succède à Moholy en tant que directrice par intérim de l'atelier en 1928, occupant le poste pendant un an et  négociant quelques-unes des collaborations importantes entre le Bauhaus et l'industrie,.
Après le déménagement du Bauhaus à Dessau, Marianne et Erik Brandt passent neuf mois à Paris où elle se consacre, entre autres, à la réalisation de photomontages, qui lui permettent de porter un regard critique sur la société contemporaine.
En 1929, Brandt quitte le Bauhaus pour Berlin et travaille pour Walter Gropius dans son atelier berlinois avant de prendre la direction du design de la société Ruppel à Gotha. Elle perd son emploi au beau milieu de la crise financière de 1932.
Après avoir connu le succès de 1924 à 1933, la carrière de Marianne Brandt se brise à partir de 1933. Son travail artistique est qualifié d'art dégénéré et devient invisible. Comme ancienne Bauhausienne, de surcroît épouse d'un ressortissant de Norvège, pays ennemi de guerre, elle est effacée de la scène artistique jusqu'en 1945. Après plusieurs années de séparation, elle et Erik Brandt divorcent en 1935.
Marianne Brandt tente de trouver du travail à l'extérieur du pays, mais ses responsabilités familiales la rappellent à Chemnitz. Elle retourne chez ses parents et se consacre à nouveau à la peinture.
Elle ne réussit pas à trouver un emploi stable pendant toute la période nazie. En 1939, elle devient membre de la "Reichskulturkammer" (Chambre culturelle du Reich), l'organisation nazie officielle des artistes, dans le but d'obtenir des fournitures artistiques, qui lui étaient autrement interdites. Cependant, elle n’a jamais été membre du Parti national socialiste.
Après la Seconde Guerre mondiale, Brandt reste à Chemnitz, alors en RDA, pour aider à reconstruire la maison de sa famille, gravement endommagée par les bombardements.
Elle retrouve alors une certaine notoriété, participe à des expositions et s'engage dans la vie culturelle. En 1951 Mart Stam la nomme chargée de cours à l’école supérieure des beaux-arts de Dresde. Elle reste en poste jusqu’en 1954 et, de 1951 à 1954, elle enseigne à Berlin Est, à l'Institut des arts appliqués.
Elle fait un séjour officiel en Chine en 1953/54 pour y organiser une exposition. Lorsqu'elle revient, Chemnitz est devenue Karl-Marx-Stadt et elle-même retombe dans l'effacement jusque dans les années 1970. La nouvelle République démocratique allemande n'offre pas de place à ce moment-là pour du design expérimental et aucune reconnaissance pour des performances artistiques individuelles. Les réalisations artistiques de Marianne Brandt des années 1920 n'intéressent pas et les corps de lampes, les tuyaux et pistons qu'elle a ensuite conçus pour des entreprises d'état se sont noyés dans l'uniformité du design industriel socialiste.
Lorsqu'à la fin des années 1960, l'intérêt revient petit à petit pour le Bauhaus, pour elle, il est trop tard. L'exposition du Bauhaus à Leipzig en 1976, durant laquelle son travail est à nouveau montré, pour la première fois depuis longtemps, est également arrivée trop tard pour Marianne Brandt. Elle a plus de 80 ans, est fatiguée et malade. Malgré ça, durant ses dernières années de vie, elle fait à nouveau des photos depuis sa fenêtre à Kirchberg en Saxe et invite ainsi le monde extérieur dans sa chambre.
Marianne Brandt meurt en 1983 à Kirchberg en Allemagne (RDA à l'époque). Alors que le Bauhaus était très critiqué sous le régime de la RDA, Brandt, en tant que professeur de design, fut entourée d'un groupe d'élèves qui lui sont toujours restés fidèles.
En 1999, seize ans près sa mort, 80 ans après la fondation du Bauhaus, dans la capitale culturelle Weimar, son nom et sa théière sont imprimés sur un timbre poste.

## Son œuvre

### Design
Marianne Brandt est surtout connue pour ses créations faites à l'atelier de métal du Bauhaus au sein duquel elle produisit environ soixante-dix œuvres. Son travail est basé sur l'utilisation de formes géométriques simples adaptées à une fabrication en série et est inspiré par le cubisme, De Stijl ou le constructivisme. Sa production est essentiellement constituée de vaisselle de table et de lampes.
Dans ses œuvres, la forme suit toujours la fonction et les formes abstraites sont supposées améliorer la fonctionnalité des objets. Il y a peu d'ornements mais le design est intéressant et ne nécessite pas de complication excessive. Elle s’appuie sur les formes fondamentales (sphère, cylindre et cube) pour créer des pièces uniques d’une grande pureté : cendrier en laiton partiellement nickelé, théière en tôle de laiton argenté et bois d’ébène, coupes, coquetiers. Les ensembles sont en argent et laiton, avec de l’ébène pour les manches. Les pièces sont presque entièrement faites à la main mais sont adaptées à la production en série et l’industrialisation.

### Les cendriers

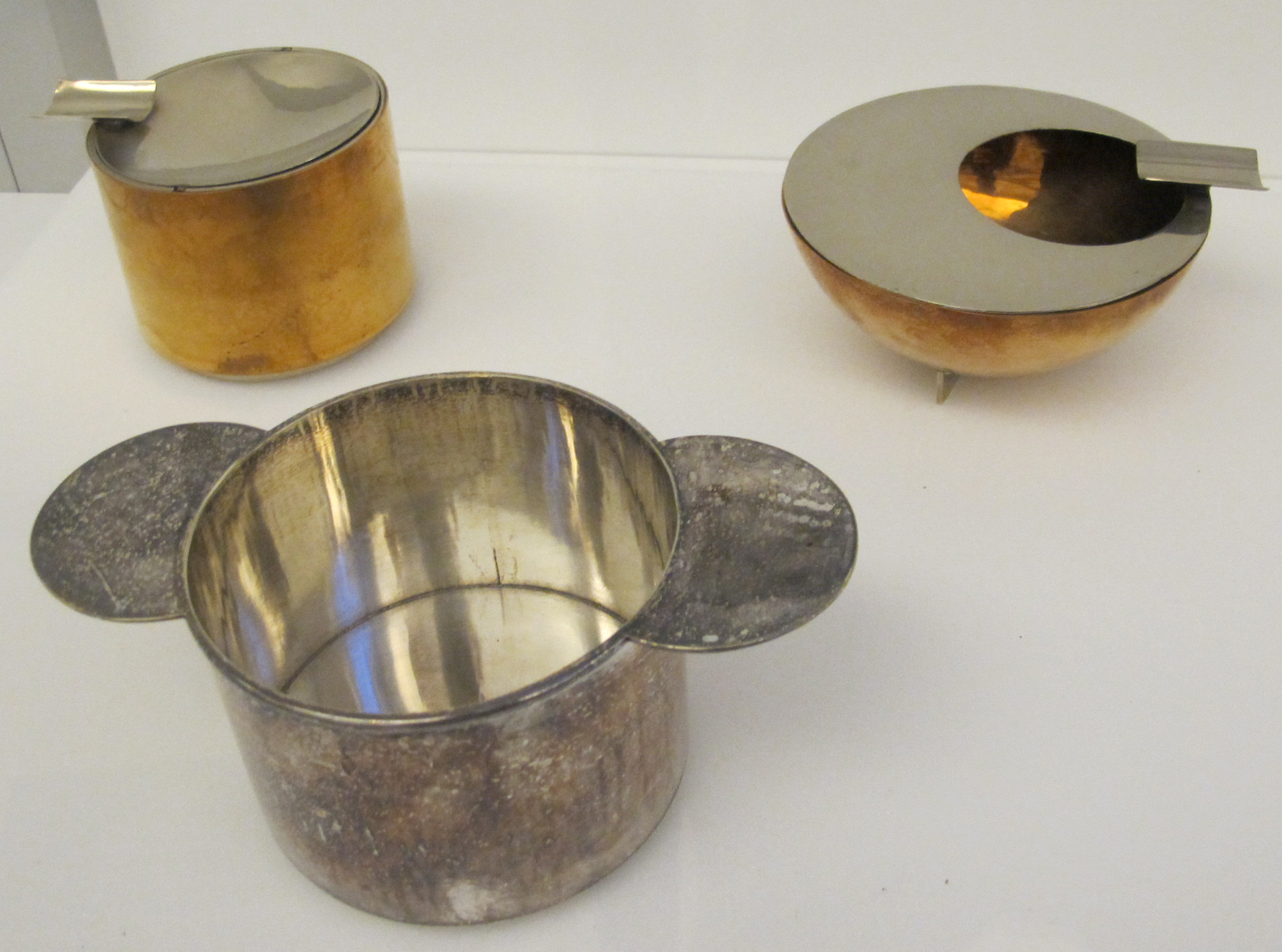
Cendriers de Marianne Brandt, 1924

Ses premiers modèles pour la production sont deux cendriers basés sur les formes élémentaires qui sont au programme du Bauhaus et mettent en question les formes habituelles utilisées pour ces objets. Elle a créé plusieurs des œuvres les plus iconiques du Bauhaus : le cendrier en forme de demi-balle métallique  et une communs théière en argent, dont certains sont encore édités aujourd'hui.

### Les théières

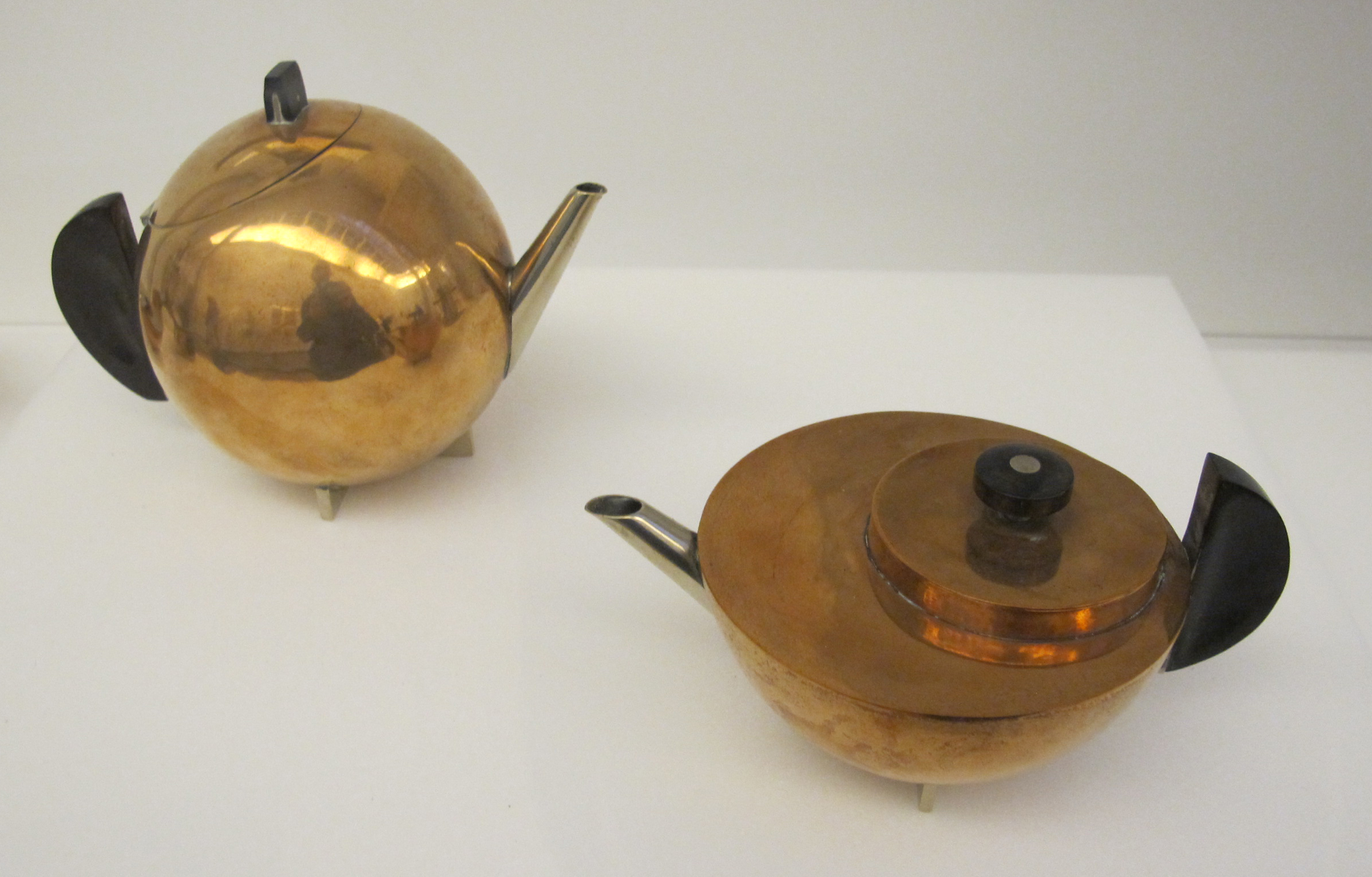
Théières, 1924

Marianne Brandt est encore étudiante lorsqu'elle conçoit, en 1924, la fameuse théière avec filtre à thé intégré en laiton et en bois d'ébène, un des objets iconiques du Bauhaus. L'objet est réduit aux formes de base : le cercle, le carré et le triangle. Les services à thé sont d'abord faites essentiellement à la main, mais ont ouvert la voie à la production industrielle de modèles similaires.

### La lampe Kandem
On compte parmi l'une de ses œuvres les plus célèbres, la lampe Kandem, créée avec Hin Bredendieck dont les lignes n'ont cessé d'influencer le design de nos lampes actuelles. Cette lampe de chevet doit son succès à son abat-jour réglable et à l'apparition d'un bouton poussoir permettant d'allumer ou éteindre la lumière facilement. Entre 1928 et 1932, 50 000 exemplaires furent vendus dans le monde entier, la plaçant comme la lampe de chevet la plus commercialisée durant cette période.Les firmes Schwintzer & Gräff, à Berlin, et  Körting & Matthiesen AG (Kandem) à Leipzig commercialisent ces lampes avec succès, certaines à des milliers d’exemplaires. Entre 1928 et 1932, 50 000 exemplaires de Kandem sont vendus dans le monde entier ce qui en fait la lampe de chevet la plus commercialisée durant cette période.
Certaines de ses créations sont aujourd'hui rééditées sous licence par le fabricant italien Alessi et font partie des collections des grands musées (MoMA).

### Photographie
À partir de 1926, Marianne Brandt se consacre également à la réalisation de photomontages, qui lui permettent de porter un regard critique sur la société contemporaine. Ces photomontages traitent souvent des relations entre les hommes et les femmes et de la situation complexe de la femme durant l'entre deux guerres, période pendant laquelle elles commencent à profiter de nouvelles libertés.
Les photomontages de Brandt ont été présentés au cours d'une exposition itinérante intitulée Tempo, Tempo ! Les photomontages de Marianne Brandt, organisée par Elizabeth Otto,.

## Expositions
- Tempo, Tempo ! The Bauhaus Photomontages of Marianne Brandt, Bauhaus-Archiv, Berlin (12 octobre 2005 – 9 janvier 2006) ; Busch-Reisinger Museum, Cambridge, Massachusetts (11 mars – 21 mai 2006) ; International Center of Photography, New York (9 juin – 27 août 2006)[10]
- Lettres à Marianne Brandt, La galerie My Monkey, Nancy (7 septembre - 20 octobre 2017)[11]

## Concours international Marianne Brandt
La ville de Chemnitz rend hommage à sa plus grande artiste, Marianne Brandt, en organisant tous les trois ans un concours qui s’adresse aux jeunes créateurs de toute l’Europe.

## Réception
Marianne Brandt a eu une influence durable, bien qu'elle reste relativement peu connue,. Malgré son talent et le succès de ses réalisations au Bauhaus, elle ne réussit jamais à s'installer comme artiste indépendante. Il existe un alphabet inspiré de son travail, créé en 2018 par Stéphane Dupont.